# Terminología morfológica internacional
La terminología morfológica internacional es usada por las instituciones educativas de medicina y odontología y de otras áreas de las ciencias de la salud. Facilita la comunicación y el intercambio entre los científicos de los distintos países del mundo y se emplea cotidianamente en los campos de la investigación, de la docencia y de la asistencia médica. 

## Concepto, importancia y alcance
La terminología morfológica internacional se refiere a las ciencias morfológicas como rama de las ciencias biológicas. Estudia la forma y estructura así como las transformaciones o evoluciones de los organismos. Es descriptiva y funcional. Básicamente, abarca la anatomía macroscópica y la microscópica (histología y citología) de los seres vivos. Involucra tanto la anatomía del desarrollo (embriología) como la anatomía del adulto. También incluye a la anatomía comparada entre las distintas especies.
El vocabulario que la comprende es extenso, variado y complejo; y requiere de una presentación sistemática. Por ello, es necesario una participación plural de todos sus protagonistas para llevar a cabo esta investigación para la elaboración de una guía práctica al alcance de todos los interesados, a la manera de un idioma universal.

## Grupo de expertos
En el ámbito internacional, un grupo de expertos revisan, analizan y discuten los términos morfológicos de las estructuras del cuerpo humano, conformando actualmente el Comité de Terminología (FICAT) de la Federación Internacional de Asociaciones de Anatomistas (IFAA) y tratan la terminología anatómica, histológica y embriológica del ser humano. 
En el ámbito iberoamericano, se realizan reuniones Simposios Iberolatinoamericanos de Terminología (SILAT) donde un grupo de expertos de la Asociación Panamericana de Anatomía (APA), de habla hispana y portuguesa, divulgan, estudian y traducen la terminología morfológica internacional.